# Ribonucleasa D
La ribonucleasa D o RNasa D es una de las siete exorribonucleasas identificadas en E. coli. Se trata de una exorribonucleasa 3'→5' de la cual se ha demostrado que se encuentra involucrada en el procesamiento ribonucleolítico 3' del precursor del ARNt. A pesar de que la ribonucleasa D aparenta desempeñar un papel menor en esta tarea y no es necesaria para la viabilidad de un procesamiento adecuado del ARNt, es capaz de soportar este procesamiento en ausencia de otras exonucleasas (RNasa II, RNasa BN, RNasa T y RNasa PH).

## Actividadin vitro
In vitro la RNasa D escinde al ARNt en forma no progresiva desde el extremo 3' para liberar mononucleótidos y ARNt activo. La escisión del ARNt se ralentiza en la secuencia de nucleótidos CCA, permitiendo la aminoacilación del ARNt que previene una degradación adicional.
La actividad de la RNasa D es muy dependiente de la estructura del extremo 3' del ARNt diana, actuando mucho más rápidamente sobre moléculas de ARNt alteradas que sobre las formas nativas. La enzima no presenta actividad frente a ARNt que se encuentra fosforilado en su extremo 3'.

## Actividadin vivo
Cuando la RNasa D se sobreexpresa in vivo, llega a escindir los extremos 3' de los ARNt superando incluso la región CCA, provocando un daño en el ARNt que no puede ser reparado por la ARNt nucleotidiltransferasa. La sobreexpresión de la RNasa D provoca tasas de crecimiento disminuidas en los organismos afectados.
La traducción de la RNasa D depende de una estructura tallo-bucle seguida de ocho uridinas ubicada corriente arriba de la secuencia Shine-Dalgarno.

## Homólogos estructurales
La RNasa D posee homólogos en muchos otros organismos. Cuando una parte de otra proteína de mayor tamaño posee un dominio que es muy similar a la RNasa, se dice que esta posee un dominio RNasa D.